# Gia tộc Nehru-Gandhi
Gia tộc Nehru-Gandhi (नेहरू-गान्धी परिवार), với ảnh hưởng thống trị trên Đảng Quốc Đại Ấn Độ trong hầu hết giai đoạn tiên khởi sau khi đất nước này giành độc lập, được nhiều người xem như là một triều đại chính trị đầy quyền lực. Ba thành viên của gia đình (Jawaharlal Nehru, con gái Indira Gandhi, và cháu ngoại Rajiv Gandhi) đã lãnh đạo Ấn Độ trong cương vị thủ tướng, hai trong số họ bị ám sát (Indira Gandhi và Rajiv Gandhi). Một thành viên khác của gia tộc, Sonia Gandhi, hiện là Chủ tịch Quốc hội.

## Cầm quyền

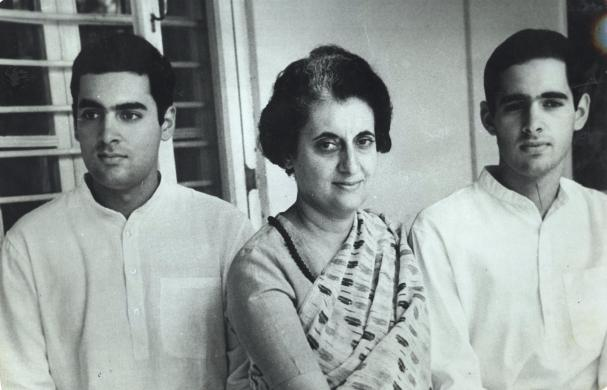
Rajiv, Indira và Sanjay Gandhi, khoảng thập niên 1950